# 4063-as busz
A 4063-as jelzésű autóbuszvonal Berente és Gömörszőlős között húzódó helyközi vonal, amelyet a Volánbusz Zrt. üzemeltet Kazincbarcika és Putnok érintésével.

## Útvonala
Berente Bányagépjavítótól indul. A mellette fekvő 26-os főútra kanyarodik, majd a BorsodChem mellett halad el és a Szent Flórián térre kitérést tesz. A legtöbb járattal ellentétben a Hadak útján súrolja a várost, de egy munkanapi járat a belvároson át közlekedik. A Kazincbarcikai járás járásközpontját Bánréve irányába hagyja el. Első település Sajóivánka, a vonal 12. kilométerén Vadnára érkezik, utoljára itt van közös megállója a Bánhorváti felé tartó vonalakkal. 3 perc múlva ismét kitérést tesz Sajógalgócra legtöbbször, ekkor is keresztezi a Miskolc–Bánréve–Ózd-vasútvonalat és a Sajó folyó árterének közelében tartózkodik. Miután kiszolgálta a községet, Dubicsány következik, és a szomszédos városba, Putnokra ér. Belvárosában a vasútállomás felé veszi irányát szinte mindig, majd a tömegközlekedésileg zsákfalut, Sajóvelezdet éri el, egy jó, 5 kilométeres táv után. Putnok Fő tértől megy tovább, a héti elágazásban a községet egyetlen munkaszüneti napokon indulón kívül az összes érinti. Serényfalván halad át és Keleméren, míg nem a szlovák határ mellett elhelyezkedő, de határátkelővel nem rendelkező Gömörszőlősön végállomásozik.
Ellentétes irányban útvonala változatlan.

## Közlekedése
Indításszáma átlagos, Putnokról is léteznek indítások a környéki falvakba, műszakváltáskor közlekednek teljes vonalon szólók. Kazincbarcika Szent Flórián téren autóbuszos kapcsolat biztosított Miskolc felé/felől (3765-ös busz).
| Viszonylat                                          | Indításszám     | Közlekedési rend     |
| --------------------------------------------------- | --------------- | -------------------- |
| Berente, Bányagépjavító üzem – Gömörszőlős, kh.     | 1 pár           | munkanapokon         |
| Berente, Bányagépjavító üzem – Gömörszőlős, kh.     | 2 pár           | szabadnapokon        |
| Berente, Bányagépjavító üzem – Gömörszőlős, kh.     | 3 pár           | munkaszüneti napokon |
| Kazincbarcika, Szent Flórián tér – Gömörszőlős, kh. | 1 pár           | munkanapokon         |
| Kazincbarcika, Szent Flórián tér – Gömörszőlős, kh. | 1 pár           | szabadnapokon        |
| Sajóvelezd, v.bolt. – Putnok, Fő tér                | 2 vissza        | munkanapokon         |
| Sajóvelezd, v.bolt. – Putnok, Fő tér                | 2 oda, 1 vissza | hétvégén             |
| Putnok, Fő tér – Gömörszőlős, kh.                   | 1 vissza        | munkanapokon         |
| Putnok, Fő tér – Gömörszőlős, kh.                   | 1 oda           | munkaszüneti napokon |
| Gömörszőlős, kh. ➝ Sajóvelezd, v.bolt               | 1 oda           | hétvégén             |
| Putnok, Fő tér ➝ Kazincbarcika, Szent Flórián tér   | 1 oda           | munkanapokon         |

## Megállóhelyei
| 0                                                                                   | Berente, Bányagépjavító üzem végállomás                                  | 0.0 km  | 3756, 3763, 3764, 3765, 3770, 3773, 4045, 4046, 4048, 4049, 4050, 4052, 4061, 4062, 4067, 4070, 4075, 4082 |
| 1                                                                                   | Berente, PVC gyár bejárati út                                            | 1.2 km  | 1369, 1384, 1410, 1411 3756, 3763, 3764, 3765, 3766, 3767, 3769, 3770, 3773, 4045, 4046, 4047, 4048, 4050, 4052, 4058, 4061, 4062, 4067, 4070, 4075, 4081, 4082                                                                                           |
| 2                                                                                   | Kazincbarcika, BorsodChem IV. kapu                                       | 2.7 km  | 1369, 1384 3756, 3763, 3764, 3765, 3770, 3773, 4045, 4046, 4047, 4048, 4050, 4052, 4058, 4061, 4062, 4067, 4070, 4075, 4081, 4082 |
| 3                                                                                   | Kazincbarcika, Volán-telep                                               | 3.7 km  | 3756, 3763, 3764, 3765, 3770, 3773, 4045, 4046, 4047, 4048, 4050, 4052, 4058, 4061, 4062, 4067, 4070, 4075, 4081, 4082 |
| 4                                                                                   | Kazincbarcika, Szent Flórián tér autóbusz-váróterem vonalközi végállomás | 4.1 km  | 1054, 1369, 1384, 1410, 1411 3756, 3763, 3764, 3765, 3766, 3767, 3769, 3770, 3772, 3773, 4040, 4041, 4043, 4044, 4045, 4046, 4047, 4048, 4050, 4052, 4058, 4059, 4061, 4062, 4065, 4066, 4067, 4069, 4070, 4075, 4079, 4080, 4081, 4082, 4083, 4084, 4194 |
| 5                                                                                   | Kazincbarcika, Kossuth utca 1.                                           | 5.2 km  | 4058, 4061, 4062, 4194 |
| 6                                                                                   | Kazincbarcika, Alkotmány utca                                            | 5.8 km  | 4058, 4061, 4062, 4194 |
| 7                                                                                   | Kazincbarcika, Attila utca                                               | 6.9 km  | 4058, 4061, 4062, 4194 |
| Munkanapokon 1 alkalommal érintett a Kossuth utca 1. – Attila utca szakasz helyett. |                                                                          |         | |
| ∫                                                                                   | Kazincbarcika, temető                                                    | ∫       | 3756, 3763, 3764, 3765, 3766, 3767, 3770, 3772, 3773, 4040, 4041, 4044, 4046, 4047, 4048, 4050, 4052, 4059, 4065, 4066, 4067, 4069, 4070, 4075, 4080, 4082, 4083, 4084                                                                                    |
| ∫                                                                                   | Kazincbarcika, központi iskola                                           | ∫       | 3756, 3763, 3764, 3765, 3770, 3772, 3773, 4040, 4041, 4044, 4047, 4048, 4050, 4052, 4059, 4065, 4067, 4069, 4070, 4075, 4080, 4082, 4083, 4084 |
| ∫                                                                                   | Kazincbarcika, városháza                                                 | ∫       | 3 1369, 1384, 1410, 1411 3756, 3763, 3764, 3765, 3770, 3772, 3773, 4040, 4041, 4044, 4047, 4048, 4050, 4052, 4059, 4065, 4067, 4069, 4070, 4075, 4080, 4082, 4083, 4084                                                                                   |
| ∫                                                                                   | Kazincbarcika, alsóvárosi iskola                                         | ∫       | 3408, 3770, 3773, 4057, 4059, 4060, 4065, 4066, 4067, 4069, 4153 |
| 8                                                                                   | Kazincbarcika, ÉRV II. telep                                             | 7.6 km  | 1384 3770, 3773, 4057, 4058, 4059, 4060, 4061, 4062, 4065, 4066, 4067, 4069, 4153, 4194 |
| 9                                                                                   | Csukástói tanya                                                          | 8.5 km  | 3773, 4057, 4058, 4059, 4060, 4061, 4062, 4065, 4066, 4067, 4069, 4153, 4194 |
| 10                                                                                  | Sajókaza vasútállomás bejárati út                                        | 9.9 km  | 1054, 1369, 1384, 1410, 1411 3408, 3770, 3773, 4057, 4058, 4059, 4060, 4061, 4062, 4065, 4066, 4067, 4069, 4153, 4194 személyvonat – Sajókaza [92.] |
| 11                                                                                  | Vadna, községháza                                                        | 11.8 km | 1054, 1369, 1384, 1410, 1411 3408, 3770, 3773, 4057, 4058, 4059, 4060, 4061, 4062, 4065, 4066, 4067, 4153, 4194 személyvonat – Vadna [92.] |
| 12                                                                                  | Sajógalgóci elágazás                                                     | 14.5 km | 1369, 1384, 1410, 1411 3770, 3773, 4057, 4062, 4065, 4066, 4067, 4194 |
| Munkanapokon 2; szabadnapokon 2 alkalommal nem érintett.                            |                                                                          |         | |
| 13                                                                                  | Sajógalgóc, Rákóczi utca 69.                                             | 16.5 km | 3773, 4057, 4062, 4065, 4066, 4067 |
| 14                                                                                  | Sajógalgóc, temető                                                       | 16.8 km | 3773, 4057, 4062, 4065, 4066, 4067 |
| 15                                                                                  | Sajógalgóc, Rákóczi utca 69.                                             | 17.1 km | 3773, 4057, 4062, 4065, 4066, 4067 |
| 16                                                                                  | Sajógalgóci elágazás                                                     | 19.1 km | 1369, 1384, 1410, 1411 3770, 3773, 4057, 4062, 4065, 4066, 4067, 4194 |
| 17                                                                                  | Dubicsány, panzió                                                        | 21.7 km | 1369, 1384, 1410, 1411 3770, 3773, 4057, 4062, 4065, 4194 |
| 18                                                                                  | Borzóczvölgy bejárati út                                                 | 23.1 km | 3773, 4057, 4062, 4065, 4194 |
| 19                                                                                  | Putnok, Kossuth utca 62.                                                 | 25.5 km | 1369, 1384, 1410, 1411 3770, 3773, 4057, 4062, 4065, 4147, 4188, 4193, 4194, 4195 |
| Munkanapokon 3; szabadnapokon 2 alkalommal nem érintett.                            |                                                                          |         | |
| 20                                                                                  | Putnok, vasútállomás elágazás                                            | 26.2 km | 4062, 4104, 4140, 4147, 4148, 4151, 4193, 4194, 4195 |
| 21                                                                                  | Putnok, vasútállomás bejárati út                                         | 26.9 km | 4062, 4104, 4140, 4147, 4148, 4151, 4193, 4194, 4195 személyvonat – Putnok [92.] |
| 22                                                                                  | Sajóvelezdi elágazás                                                     | 29.2 km | 4062, 4147, 4148, 4151, 4193, 4194, 4195 |
| 23                                                                                  | Sajóvelezd, Szabadság utca                                               | 30.0 km | 4062, 4147, 4148, 4151, 4193, 4194, 4195 |
| 24                                                                                  | Sajóvelezd, Széchenyi utca 33.                                           | 30.5 km | 4062, 4147, 4148, 4151, 4193, 4194, 4195 |
| 25                                                                                  | Sajóvelezd, vegyesbolt végállomás                                        | 31.1 km | 4062, 4147, 4148, 4151, 4193, 4194, 4195 |
| 26                                                                                  | Sajóvelezd, Széchenyi utca 33.                                           | 31.7 km | 4062, 4147, 4148, 4151, 4193, 4194, 4195 |
| 27                                                                                  | Sajóvelezd, Szabadság utca                                               | 32.2 km | 4062, 4147, 4148, 4151, 4193, 4194, 4195 |
| 28                                                                                  | Sajóvelezdi elágazás                                                     | 33.0 km | 4062, 4147, 4148, 4151, 4193, 4194, 4195 |
| 29                                                                                  | Putnok, vasútállomás bejárati út                                         | 35.3 km | 4062, 4104, 4140, 4147, 4148, 4151, 4193, 4194, 4195 személyvonat – Putnok [92.] |
| 30                                                                                  | Putnok, vasútállomás elágazás                                            | 36.0 km | 4062, 4104, 4140, 4147, 4148, 4151, 4193, 4194, 4195 |
| 31                                                                                  | Putnok, Fő tér vonalközi végállomás                                      | 36.4 km | 1369, 1384, 1410, 1411 3770, 3773, 4065, 4104, 4140, 4145, 4147, 4148, 4151, 4188, 4194, 4195 |
| 32                                                                                  | Putnok, szociális otthon                                                 | 37.2 km | 1369, 1384, 1410, 1411 3770, 3773, 4104, 4140, 4145, 4188 |
| 33                                                                                  | Putnok, Egyetértés Tsz                                                   | 37.8 km | 1369, 1384, 1410, 1411 3770, 3773, 4104, 4140, 4145, 4188 |
| 34                                                                                  | Héti csárda                                                              | 38.9 km | 3773, 4104, 4140, 4145, 4188 |
| 35                                                                                  | Héti elágazás                                                            | 40.4 km | 1034, 1369, 1384, 1410, 1411 3770, 3773, 4104, 4140, 4145, 4188 |
| Munkaszüneti napokon 1 alkalommal nem érintett.                                     |                                                                          |         | |
| 36                                                                                  | Pogonyipuszta vasúti megállóhely                                         | 41.1 km | 3773, 4104, 4140, 4145 személyvonat – Pogonyipuszta [92.] |
| 37                                                                                  | Hét, temető                                                              | 41.7 km | 3773, 4104, 4140, 4145 |
| 38                                                                                  | Hét, szikvízüzem                                                         | 42.9 km | 3773, 4104, 4140, 4145 |
| 39                                                                                  | Hét, temető                                                              | 44.1 km | 3773, 4104, 4140, 4145 |
| 40                                                                                  | Pogonyipuszta vasúti megállóhely                                         | 44.7 km | 3773, 4104, 4140, 4145 személyvonat – Pogonyipuszta [92.] |
| 41                                                                                  | Héti elágazás                                                            | 45.4 km | 1034, 1369, 1384, 1410, 1411 3770, 3773, 4104, 4140, 4145, 4188 |
| 42                                                                                  | Serényfalva, téglagyár (↓)                                               | 45.9 km | 4104, 4140, 4188 |
| 43                                                                                  | Serényfalva, községháza                                                  | 46.9 km | 1034 4104, 4140, 4188 |
| 44                                                                                  | Székipuszta                                                              | 50.8 km | 4104, 4140, 4188 |
| 45                                                                                  | Kelemér, vendégház                                                       | 52.7 km | 4104, 4140, 4188 |
| 46                                                                                  | Kelemér, autóbusz-váróterem                                              | 53.3 km | 1034 4104, 4140, 4188 |
| 47                                                                                  | Gömörszőlős, községháza végállomás                                       | 55.4 km | 4104, 4140, 4188 |